# حمله یکشنبه عید پاک
حمله یکشنبه عید پاک (انگلیسی: Easter Sunday Raid) یک حمله هوایی به کلمبو، سری‌لانکا (سیلان) هنگام حمله یورش به اقیانوس هند توسط ناو هواپیمابر - هواپیمای مستقر در نیروی دریایی امپراتوری ژاپن در ۵ آوریل ۱۹۴۲ بود.